# Список епізодів телесеріалу «Американська історія жаху»
Американська історія жаху американський телесеріал-антологія створений Райаном Мерфі та Бредом Фолчеком. Кожен сезон є міні-серіалом, у якому одні й ті ж самі актори грають різних персонажів.
Прем'єра відбулась 5 жовтня 2011 року на телеканалі FX.

## Сезони
| Сезон | Сезон | Назва           | Епізоди | Оригінальні покази | Оригінальні покази |
| Сезон | Сезон | Назва           | Епізоди | Прем'єра           | Фінал              |
| ----- | ----- | --------------- | ------- | ------------------ | ------------------ |
|       | 1     | Будинок-убивця  | 12      | 5 жовтня 2011      | 21 грудня 2011     |
|       | 2     | Притулок        | 13      | 17 жовтня 2012     | 23 січня 2013      |
|       | 3     | Шабаш           | 13      | 9 жовтня 2013      | 29 січня 2014      |
|       | 4     | Шоу виродків    | 13      | 8 жовтня 2014      | 21 січня 2015      |
|       | 5     | Готель          | 12      | 7 жовтня 2015      | 13 січня 2016      |
|       | 6     | Роенок          | 10      | 14 вересня 2016    | 16 листопада 2016  |
|       | 7     | Культ           | 11      | 5 вересня 2017     | 14 листопада 2017  |
|       | 8     | Апокаліпсис     | 10      | 12 вересня 2018    | 14 листопада 2018  |
|       | 9     | 1984            | 9       | 18 вересня 2019    | 13 листопада 2019  |
|       | 10    | Подвійний сеанс | 10      | 25 серпня 2021     | 20 жовтня 2021     |
|       | 11    | Нью-Йорк        | 10      | 19 жовтня 2022     | 16 листопада 2021  |

## Епізоди

### Перший сезон:Будинок-убивця(2011)
| Номер серії | Номер серії у сезоні | Назва серії           | Режисер(и)           | Сценарист(и)               | Оригінальний показ | Оригінальний показ українською | Код серії | Глядачі (у мільйонах) |
| ----------- | -------------------- | --------------------- | -------------------- | -------------------------- | ------------------ | ------------------------------ | --------- | --------------------- |
| 1           | 1                    | «Pilot»               | Райан Мерфі          | Райан Мерфі та Бред Фолчек | 5 жовтня 2011      | невідомо                       | 1ATS79    | 3.18                  |
| 2           | 2                    | «Home Invasion»       | Альфонсо Гомес-Рехон | Райан Мерфі та Бред Фолчек | 12 жовтня 2011     | 10 серпня 2013                 | 1ATS01    | 2.46                  |
| 3           | 3                    | «Murder House»        | Бредлі Букер         | Дженніфер Солт             | 19 жовтня 2011     | 10 серпня 2013                 | 1ATS02    | 2.59                  |
| 4           | 4                    | «Halloween (Part 1)»  | Девід Семел          | Джеймс Вонг                | 26 жовтня 2011     | 11 серпня 2013                 | 1ATS03    | 2.96                  |
| 5           | 5                    | «Halloween (Part 2)»  | Девід Семел          | Тім Майнір                 | 2 листопада 2011   | 11 серпня 2013                 | 1ATS04    | 2.74                  |
| 6           | 6                    | «Piggy Piggy»         | Майкл Аппендаль      | Джессіка Шарзер            | 9 листопада 2011   | 17 серпня 2013                 | 1ATS05    | 2.83                  |
| 7           | 7                    | «Open House»          | Тім Хантер           | Бред Фолчек                | 16 листопада 2011  | 17 серпня 2013                 | 1ATS06    | 3.06                  |
| 8           | 8                    | «Rubber Man»          | Міґуель Артета       | Райан Мерфі                | 23 листопада 2011  | 18 серпня 2013                 | 1ATS07    | 2.81                  |
| 9           | 9                    | «Spooky Little Girl»  | Джон Скот            | Дженніфер Солт             | 30 листопада 2011  | 18 серпня 2013                 | 1ATS08    | 2.85                  |
| 10          | 10                   | «Smoldering Children» | Майкл Ленман         | Джеймс Вонг                | 7 грудня 2011      | 24 серпня 2013                 | 1ATS08    | 2.85                  |
| 11          | 11                   | «Birth»               | Альфонсо Гомес-Рехон | Тім Майнір                 | 14 грудня 2011     | 24 серпня 2013                 | 1ATS10    | 2.59                  |
| 12          | 12                   | «Afterbirth»          | Бредлі Букер         | Джессіка Шарзер            | 21 грудня 2011     | 25 серпня 2013                 | 1ATS11    | 3.22                  |

### Другий сезон:Притулок(2012-13)
| Номер серії | Номер серії у сезоні | Назва серії                  | Режисер(и)           | Сценарист(и)    | Оригінальний показ | Оригінальний показ українською | Код серії | Глядачі (у мільйонах) |
| ----------- | -------------------- | ---------------------------- | -------------------- | --------------- | ------------------ | ------------------------------ | --------- | --------------------- |
| 13          | 1                    | «Welcome to Briarcliff»      | Бредлі Букер         | Тім Майнір      | 17 жовтня 2012     | 5 жовтня 2013                  | 2ATS01    | 3.85                  |
| 14          | 2                    | «Tricks and Treats»          | Бредлі Букер         | Джеймс Вонг     | 24 жовтня 2012     | 5 жовтня 2013                  | 2ATS02    | 3.06                  |
| 15          | 3                    | «Nor'easter»                 | Майкл Аппендаль      | Дженніфер Солт  | 31 жовтня 2012     | 6 жовтня 2013                  | 2ATS03    | 2.47                  |
| 16          | 4                    | «I Am Anne Frank (Part 1)»   | Майкл Аппендаль      | Джессіка Шарзер | 7 листопада 2012   | 6 жовтня 2013                  | 2ATS04    | 2.65                  |
| 17          | 5                    | «I Am Anne Frank (Part 2)»   | Альфонсо Гомес-Рехон | Бред Фолчек     | 14 листопада 2012  | 12 жовтня 2013                 | 2ATS05    | 2.78                  |
| 18          | 6                    | «The Origins of Monstrosity» | Девід Семел          | Райан Мерфі     | 21 листопада 2012  | 12 жовтня 2013                 | 2ATS06    | 1.89                  |
| 19          | 7                    | «Dark Cousin»                | Майкл Раймер         | Тім Майнір      | 28 листопада 2012  | 13 жовтня 2013                 | 2ATS07    | 2.27                  |
| 20          | 8                    | «Unholy Night»               | Майкл Леннман        | Джеймс Вонг     | 5 грудня 2012      | 13 жовтня 2013                 | 2ATS08    | 2.36                  |
| 21          | 9                    | «The Coat Hanger»            | Джеремі Подесва      | Дженніфер Солт  | 12 грудня 2012     | 19 жовтня 2013                 | 2ATS09    | 2.22                  |
| 22          | 10                   | «The Name Game»              | Майкл Леннман        | Джессіка Шарзер | 2 січня 2013       | 19 жовтня 2013                 | 2ATS10    | 2.21                  |
| 23          | 11                   | «Spilt Milk»                 | Альфонсо Гомес-Рехон | Бред Фолчек     | 9 січня 2013       | 20 жовтня 2013                 | 2ATS11    | 2.51                  |
| 24          | 12                   | «Continuum»                  | Крейг Зіск           | Райан Мерфі     | 16 січня 2013      | невідомо                       | 2ATS12    | 2.30                  |
| 25          | 13                   | «Madness Ends»               | Альфонсо Гомес-Рехон | Тім Майнір      | 23 січня 2013      | 20 жовтня 2013                 | 2ATS13    | 2.29                  |

### Третій сезон:Шабаш(2013-14)
| Номер серії | Номер серії у сезоні | Назва серії                            | Режисер(и)           | Сценарист(и)               | Оригінальний показ | Оригінальний показ українською | Код серії | Глядачі (у мільйонах) |
| ----------- | -------------------- | -------------------------------------- | -------------------- | -------------------------- | ------------------ | ------------------------------ | --------- | --------------------- |
| 26          | 1                    | «Bitchcraft»                           | Альфонсо Гомес-Рехон | Райан Мерфі та Бред Фолчек | 9 жовтня 2013      | Буде оголошено                 | 3ATS01    | 5.54                  |
| 27          | 2                    | «Boy Parts»                            | Майкл Раймер         | Тім Майнір                 | 16 жовтня 2013     | Буде оголошено                 | 3ATS02    | 4.51                  |
| 28          | 3                    | «The Replacements»                     | Альфонсо Гомес-Рехон | Джеймс Вонг                | 23 жовтня 2013     | Буде оголошено                 | 3ATS03    | 3.78                  |
| 29          | 4                    | «Fearful Pranks Ensue»                 | Майкл Аппендаль      | Дженніфер Солт             | 30 жовтня 2013     | Буде оголошено                 | 3ATS04    | 3.71                  |
| 30          | 5                    | «Burn, Witch. Burn!»                   | Джеремі Подесва      | Джессіка Шарзер            | 6 листопада 2013   | Буде оголошено                 | 3ATS05    | 3.80                  |
| 31          | 6                    | «The Axeman Cometh»                    | Майкл Аппендаль      | Даглас Петрі               | 13 листопада 2013  | Буде оголошено                 | 3ATS06    | 4.16                  |
| 32          | 7                    | «The Dead»                             | Бредлі Букер         | Бред Фолчек                | 20 листопада 2013  | Буде оголошено                 | 3ATS07    | 4.00                  |
| 33          | 8                    | «The Sacred Taking»                    | Альфонсо Гомес-Рехон | Райан Мерфі                | 4 грудня 2013      | Буде оголошено                 | 3ATS08    | 4.07                  |
| 34          | 9                    | «Head»                                 | Говард Дойтч         | Тім Майнір                 | 11 грудня 2013     | Буде оголошено                 | 3ATS09    | 3.94                  |
| 35          | 10                   | «The Magical Delights of Stevie Nicks» | Альфонсо Гомес-Рехон | Джеймс Вонг                | 8 січня 2014       | Буде оголошено                 | 3ATS10    | 3.49                  |
| 36          | 11                   | «Protect the Coven»                    | Бредлі Букер         | Дженніфер Солт             | 15 січня 2014      | Буде оголошено                 | 3ATS11    | 3.46                  |
| 37          | 12                   | «Go to Hell»                           | Альфонсо Гомес-Рехон | Джессіка Шарзер            | 22 січня 2014      | Буде оголошено                 | 3ATS12    | 3.35                  |
| 38          | 13                   | «The Seven Wonders»                    | Альфонсо Гомес-Рехон | Даглас Петрі               | 29 січня 2014      | Буде оголошено                 | 3ATS13    | 4.24                  |

### Четвертий сезон:Шоу виродків(2014-15)
| Номер серії | Номер серії у сезоні | Назва серії                 | Режисер(и)           | Сценарист(и)               | Оригінальний показ | Оригінальний показ українською | Код серії | Глядачі (у мільйонах) |
| ----------- | -------------------- | --------------------------- | -------------------- | -------------------------- | ------------------ | ------------------------------ | --------- | --------------------- |
| 39          | 1                    | «Monsters Among Us»         | Райан Мерфі          | Райан Мерфі та Бред Фолчек | 8 жовтня 2014      | Буде оголошено                 | 4ATS01    | 6.13                  |
| 40          | 2                    | «Massacres and Matinees»    | Альфонсо Гомес-Рехон | Тім Майнір                 | 15 жовтня 2014     | Буде оголошено                 | 4ATS02    | 4.53                  |
| 41          | 3                    | «Edward Mordrake (Part 1)»  | Майкл Аппендаль      | Джеймс Вонг                | 22 жовтня 2014     | Буде оголошено                 | 4ATS03    | 4.44                  |
| 42          | 4                    | «Edward Mordrake (Part 2)»  | Говард Дойтч         | Дженніфер Солт             | 29 жовтня 2014     | Буде оголошено                 | 4ATS04    | 4.51                  |
| 43          | 5                    | «Pink Cupcakes»             | Майкл Аппендаль      | Джессіка Шарзер            | 5 листопада 2014   | Буде оголошено                 | 4ATS05    | 4.22                  |
| 44          | 6                    | «Bullseye»                  | Говард Дойтч         | Джон Грей                  | 12 листопада 2014  | Буде оголошено                 | 4ATS06    | 3.65                  |
| 45          | 7                    | «Test of Strength»          | Ентоні Хемінгуей     | Крістал Лію                | 19 листопада 2014  | Буде оголошено                 | 4ATS07    | 3.91                  |
| 46          | 8                    | «Blood Bath»                | Бредлі Букер         | Райан Мерфі                | 3 грудня 2014      | Буде оголошено                 | 4ATS08    | 3.30                  |
| 47          | 9                    | «Tupperware Party Massacre» | Лоні Перістер        | Бред Фолчек                | 10 грудня 2014     | Буде оголошено                 | 4ATS09    | 3.07                  |
| 48          | 10                   | «Orphans»                   | Бредлі Букер         | Джеймс Вонг                | 17 грудня 2014     | Буде оголошено                 | 4ATS10    | 2.99                  |
| 49          | 11                   | «Magical Thinking»          | Майкл Ґоі            | Дженніфер Солт             | 7 січня 2015       | Буде оголошено                 | 4ATS11    | 3.11                  |
| 50          | 12                   | «Show Stoppers»             | Лоні Перістер        | Джессіка Шарзер            | 14 січня 2015      | Буде оголошено                 | 4ATS12    | 2.94                  |
| 51          | 13                   | «Curtain Call»              | Бредлі Букер         | Джон Грей                  | 21 січня 2015      | Буде оголошено                 | 4ATS13    | 3.27                  |

### П'ятий сезон:Готель(2015-16)
| Номер серії | Номер серії у сезоні | Назва серії                   | Режисер(и)      | Сценарист(и)               | Оригінальний показ | Оригінальний показ українською | Код серії | Глядачі (у мільйонах) |
| ----------- | -------------------- | ----------------------------- | --------------- | -------------------------- | ------------------ | ------------------------------ | --------- | --------------------- |
| 52          | 1                    | «Checking In»                 | Райан Мерфі     | Райан Мерфі та Бред Фолчек | 7 жовтня 2015      | Буде оголошено                 | 5ATS01    | 5.81                  |
| 53          | 2                    | «Chutes and Ladders»          | Бредлі Букер    | Тім Майнір                 | 14 жовтня 2015     | Буде оголошено                 | 5ATS02    | 4.06                  |
| 54          | 3                    | «Mommy»                       | Бредлі Букер    | Джеймс Вонг                | 21 жовтня 2015     | Буде оголошено                 | 5ATS03    | 3.20                  |
| 55          | 4                    | «Devil's Night»               | Лоні Перістер   | Дженніфер Солт             | 28 жовтня 2015     | Буде оголошено                 | 5ATS04    | 3.04                  |
| 56          | 5                    | «Room Service»                | Майкл Ґоі       | Нед Мартел                 | 4 листопада 2015   | Буде оголошено                 | 5ATS05    | 2.87                  |
| 57          | 6                    | «Room 33»                     | Лоні Перістер   | Джон Грей                  | 11 листопада 2015  | Буде оголошено                 | 5ATS06    | 2.64                  |
| 58          | 7                    | «Flicker»                     | Майкл Ґоі       | Крістал Лію                | 18 листопада 2015  | Буде оголошено                 | 5ATS07    | 2.64                  |
| 59          | 8                    | «The Ten Commandments Killer» | Лоні Перістер   | Райан Мерфі                | 2 грудня 2015      | Буде оголошено                 | 5ATS08    | 2.31                  |
| 60          | 9                    | «She Wants Revenge»           | Майкл Аппендаль | Бред Фолчек                | 9 грудня 2015      | Буде оголошено                 | 5ATS09    | 2.14                  |
| 61          | 10                   | «She Gets Revenge»            | Бредлі Букер    | Джеймс Вонг                | 16 грудня 2015     | Буде оголошено                 | 5ATS10    | 1.85                  |
| 62          | 11                   | «Battle Royale»               | Майкл Аппендаль | Нед Мартел                 | 6 січня 2016       | Буде оголошено                 | 5ATS11    | 1.84                  |
| 63          | 12                   | «Be Our Guest»                | Бредлі Букер    | Джон Грей                  | 13 січня 2016      | Буде оголошено                 | 5ATS12    | 2.24                  |

### Шостий сезон:Роенок(2016)
| Номер серії | Номер серії у сезоні | Назва серії  | Режисер(и)           | Сценарист(и)               | Оригінальний показ | Оригінальний показ українською | Код серії | Глядачі (у мільйонах) |
| ----------- | -------------------- | ------------ | -------------------- | -------------------------- | ------------------ | ------------------------------ | --------- | --------------------- |
| 64          | 1                    | «Chapter 1»  | Бредлі Букер         | Райан Мерфі та Бред Фолчек | 14 вересня 2016    | Буде оголошено                 | 6ATS01    | 5.14                  |
| 65          | 2                    | «Chapter 2»  | Майкл Ґоі            | Тім Майнір                 | 21 вересня 2016    | Буде оголошено                 | 6ATS02    | 3.27                  |
| 66          | 3                    | «Chapter 3»  | Дженніфер Лінч       | Джеймс Вонг                | 28 вересня 2016    | Буде оголошено                 | 6ATS03    | 3.08                  |
| 67          | 4                    | «Chapter 4»  | Маріта Грабяк        | Джон Грей                  | 5 жовтня 2016      | Буде оголошено                 | 6ATS04    | 2.83                  |
| 68          | 5                    | «Chapter 5»  | Нельсон Крег         | Акела Купер                | 12 жовтня 2016     | Буде оголошено                 | 6ATS05    | 2.82                  |
| 69          | 6                    | «Chapter 6»  | Енджела Бассе        | Нед Мартел                 | 19 жовтня 2016     | Буде оголошено                 | 6ATS06    | 2.48                  |
| 70          | 7                    | «Chapter 7»  | Елоді Кін            | Крістал Лію                | 26 жовтня 2016     | Буде оголошено                 | 6ATS07    | Буде визначено        |
| 71          | 8                    | «Chapter 8»  | Гвінет Хордер-Пейтон | Тод Кубрак                 | 2 листопада 2016   | Буде оголошено                 | 6ATS08    | Буде визначено        |
| 72          | 9                    | «Chapter 9»  | Алексіс Коріцінскі   | Тім Майнір                 | 9 листопада 2016   | Буде оголошено                 | 6ATS09    | Буде визначено        |
| 73          | 10                   | «Chapter 10» | Бредлі Букер         | Раян Мерфі та Бред Фолчек  | 16 листопада 2016  | Буде оголошено                 | 6ATS10    | Буде визначено        |

### Сьомий сезон:Культ(2017)
| Номер серії | Номер серії у сезоні | Назва серії                                     | Режисер(и)           | Сценарист(и)              | Оригінальний показ | Оригінальний показ українською | Код серії | Глядачі (у мільйонах) |
| ----------- | -------------------- | ----------------------------------------------- | -------------------- | ------------------------- | ------------------ | ------------------------------ | --------- | --------------------- |
| 74          | 1                    | ««Election Night»»                              | Бредлі Букер         | Раян Мерфі та Бред Фелчак | 5 вересня 2017     | Буде оголошено                 | 7ATS01    | 3,93                  |
| 75          | 2                    | ««Don't Be Afraid of the Dark»»                 | Ліза Джонсон         | Тім Майнір                | 12 вересня 2017    | Буде оголошено                 | 7ATS02    | 2,38                  |
| 76          | 3                    | «C«Neighbors from Hell»»                        | Гвінет Гордер-Пейтон | Джеймс Вонг               | 19 вересня 2017    | Буде оголошено                 | 7ATS03    | 2,25                  |
| 77          | 4                    | ««11/9»»                                        | Гвінет Гордер-Пейтон | Джон Дж. Грей             | 26 вересня 2017    | Буде оголошено                 | 7ATS04    | 2,13                  |
| 78          | 5                    | ««Holes»»                                       | Меггі Кайлі          | Крістал Лью               | 3 жовтня 2017      | Буде оголошено                 | 7ATS05    | 2,20                  |
| 79          | 6                    | ««Mid-Western Assassin»»                        | Бредлі Букер         | Тодд Кубрак               | 10 жовтня 2017     | Буде оголошено                 | 7ATS06    | 2,15                  |
| 80          | 7                    | ««Valerie Solanas Died for Your Sins: Scumbag»» | Рейчел Голдберг      | Крістал Лью               | 17 жовтня 2017     | Буде оголошено                 | 7ATS017   | 2,07                  |
| 81          | 8                    | ««Winter of Our Discontent»»                    | Барбара Браун        | Джошуа Грін               | 24 жовтня 2017     | Буде оголошено                 | 7ATS08    | 2,06                  |
| 82          | 9                    | ««Drink the Kool-Aid»»                          | Анджела Бассетт      | Адам Пенн                 | 31 жовтня 2017     | Буде оголошено                 | 7ATS09    | 1,48                  |
| 83          | 10                   | ««Charles (Manson) in Charge»»                  | Бредлі Букер         | Раян Мерфі та Бред Фелчак | 7 листопада 2017   | Буде оголошено                 | 7ATS10    | 1,82                  |
| 84          | 11                   | ««Great Again»»                                 | Дженніфер Лінч       | Тім Майнір                | 14 листопада 2017  | Буде оголошено                 | 7ATS011   | 1,97                  |

### Восьмий сезон: Апокаліпсис (2018)
| № серії (загалом) | № серії (в сезоні) | Назва серії                                            | Режисер(и)           | Сценарист(и)              | Оригінальна дата показу | Код серії | Глядачів США (млн) |
| ----------------- | ------------------ | ------------------------------------------------------ | -------------------- | ------------------------- | ----------------------- | --------- | ------------------ |
| 85                | 1                  | «Кінець» «The End»                                     | Бредлі Букер         | Раян Мерфі та Бред Фелчак | 12 вересня 2018         | 8ATS01    | 3,08               |
| 86                | 2                  | «Наступного ранку» «The Morning After»                 | Дженніфер Лінч       | Джеймс Вонг               | 19 вересня 2018         | 8ATS02    | 2,21               |
| 87                | 3                  | «Заборонений плід» «Forbidden Fruit»                   | Лоні Перістер        | Менні Кото                | 26 вересня 2018         | 8ATS03    | 1,95               |
| 88                | 4                  | «А може, це... Сатана?» «Could It Be... Satan?»        | Шері Фолксон         | Тім Майнір                | 3 жовтня 2018           | 8ATS04    | 2,02               |
| 89                | 5                  | «Чудо-хлопчик» «Boy Wonder»                            | Гвінет Гордер-Пейтон | Джон Дж. Грей             | 10 жовтня 2018          | 8ATS05    | 2,12               |
| 90                | 6                  | «Повернення в Будоник-убивцю» «Return to Murder House» | Сара Полсон          | Крістал Ліу               | 17 жовтня 2018          | 8ATS06    | 2,01               |
| 91                | 7                  | «Зрадник» «Traitor»                                    | Дженніфер Лінч       | Адам Пенн                 | 24 жовтня 2018          | 8ATS07    | 1,85               |
| 92                | 8                  | «Візит» «Sojourn»                                      | Бредли Букер         | Джош Грін                 | 31 жовтня 2018          | 8ATS08    | 1,63               |
| 93                | 9                  | «Підпалюй і володарюй» «Fire and Reign»                | Дженніфер Арнольд    | Аша Мішель Вілсон         | 7 листопада 2018        | 8ATS09    | 1,65               |
| 94                | 10                 | «Апокаліпсис не сьогодні» «Apocalypse Then»            | Бредлі Букер         | Раян Мерфі та Бред Фелчак | 14 листопада 2018       | 8ATS10    | 1,83               |

### Дев'ятий сезон:1984(2019)
| Номер серії | Номер серії у сезоні | Назва серії                              | Режисер(и)           | Сценарист(и)              | Оригінальний показ | Код серії | Глядачі США (у мільйонах) |
| ----------- | -------------------- | ---------------------------------------- | -------------------- | ------------------------- | ------------------ | --------- | ------------------------- |
| 95          | 1                    | «Табір Редвуд» «Camp Redwood»            | Бредлі Букер         | Раян Мерфі та Бред Фелчак | 18 вересня 2019    | 9ATS01    | 2,13                      |
| 96          | 2                    | «Містер Джінглс» «Mr. Jingles»           | Джон Дж. Грей        | Тім Майнір                | 25 вересня 2019    | 9ATS02    | 1,49                      |
| 97          | 3                    | «Танець з різаниною» «Slashdance»        | Мері Вігмор          | Джеймс Вонг               | 2 жовтня 2019      | 9ATS03    | 1,34                      |
| 98          | 4                    | «Справжні вбивці» «True Killers»         | Дженніфер Лінч       | Джей Бітті                | 9 жовтня 2019      | 9ATS04    | 1,29                      |
| 99          | 5                    | «Червоний світанок» «Red Dawn»           | Гвінет Гордер-Пейтон | Ден Дворкін               | 16 жовтня 2019     | 9ATS05    | 1,09                      |
| 100         | 6                    | «Епізод 100» «Episode 100»               | Лоні Перістер        | Раян Мерфі та Бред Фелчак | 23 жовтня 2019     | 9ATS06    | 1,35                      |
| 101         | 7                    | «Леді в білому» «The Lady in White»      | Ліз Фрідлендер       | Джон Дж. Грей             | 30 жовтня 2019     | 9ATS07    | 1,05                      |
| 102         | 8                    | «Спочивай по шматочках» «Rest in Pieces» | Гвінет Гордер-Пейтон | Адам Пенн                 | 6 листопада 2019   | 9ATS08    | 1,05                      |
| 103         | 9                    | «Остання дівчина» «Final Girl»           | Джон Дж. Грей        | Крістал Ліу               | 13 листопада 2019  | 9ATS09    | 1,08                      |

### Десятий сезон:Подвійний сеанс(2021)
| Номер серії | Номер серії у сезоні | Назва серії                       | Режисер(и)                  | Сценарист(и)                                            | Оригінальний показ | Код серії | Глядачі США (у мільйонах) |
| ----------- | -------------------- | --------------------------------- | --------------------------- | ------------------------------------------------------- | ------------------ | --------- | ------------------------- |
| 104         | 1                    | «Cape Fear»                       | Джон Дж. Грей               | Раян Мерфі та Бред Фальчук                              | 25 серпня 2021     | AATS01    |                           |
| 105         | 2                    | «Pale»                            | Лоні Перістер               | Раян Мерфі та Бред Фальчук                              | 25 серпня 2021     | AATS02    |                           |
| 106         | 3                    | «Thirst»                          | Лоні Перістер               | Бред Фальчук                                            | 1 вересня 2021     | AATS03    |                           |
| 107         | 4                    | «Blood Buffet»                    | Аксель Каролін              | Бред Фальчук                                            | 8 вересня 2021     | AATS04    |                           |
| 108         | 5                    | «Gaslight»                        | Джон Дж. Грей               | Бред Фальчук та Менні Кото                              | 15 вересня 2021    | AATS05    |                           |
| 109         | 6                    | «Winter Kills»                    | Джон Дж. Грей               | Бред Фальчук та Менні Кото                              | 22 вересня 2021    | AATS06    |                           |
| 110         | 7                    | «Take Me To Your Leader»          | Макс Вінклер                | Крістен Рейдель, Бред Фальчук та Менні Кото             | 29 вересня 2021    | AATS07    |                           |
| 111         | 8                    | «Inside»                          | Тесса Блейк                 | Крістен Рейдель, Бред Фальчук та Менні Кото             | 6 жовтня 2021      | AATS08    |                           |
| 112         | 9                    | «Blue Moon»                       | Лора Белсі та Джон Дж. Грей | Крістен Рейдель, Менні Кото та Рейлі Сміт               | 13 жовтня 2021     | AATS09    |                           |
| 113         | 10                   | «Double Feature/Part I: Red Tide» | Аксель Керолін              | Бред Фальчук, Менні Кото, Крістен Рейдель та Рейлі Сміт | 20 жовтня 2021     | AATS10    |                           |

## Рейтинги
| Сезон | Сезон           | Номер серії | Номер серії | Номер серії | Номер серії | Номер серії | Номер серії | Номер серії | Номер серії | Номер серії | Номер серії | Номер серії | Номер серії | Номер серії |
| Сезон | Сезон           | 1           | 2           | 3           | 4           | 5           | 6           | 7           | 8           | 9           | 10          | 11          | 12          | 13          |
| ----- | --------------- | ----------- | ----------- | ----------- | ----------- | ----------- | ----------- | ----------- | ----------- | ----------- | ----------- | ----------- | ----------- | ----------- |
|       | Будинок-убивця  | 3,18        | 2,46        | 2,59        | 2,96        | 2,74        | 2,83        | 3,06        | 2,81        | 2,85        | 2,54        | 2,59        | 3,22        | Н/Д         |
|       | Притулок        | 3,85        | 3,06        | 2,47        | 2,65        | 2,78        | 1,89        | 2,27        | 2,36        | 2,22        | 2,21        | 2,51        | 2,30        | 2,29        |
|       | Шабаш           | 5,54        | 4,51        | 3,78        | 3,71        | 3,80        | 4,16        | 4,00        | 4,07        | 3,94        | 3,49        | 3,46        | 3,35        | 4,24        |
|       | Шоу виродків    | 6,13        | 4,53        | 4,44        | 4,51        | 4,22        | 3,65        | 3,91        | 3,30        | 3,07        | 2,99        | 3,11        | 2,94        | 3,27        |
|       | Готель          | 5,81        | 4,06        | 3,20        | 3,04        | 2,87        | 2,64        | 2,64        | 2,31        | 2,14        | 1,85        | 1,84        | 2,24        | Н/Д         |
|       | Роенок          | 5,14        | 3,27        | 3,08        | 2,83        | 2,82        | 2,48        | 2,62        | 2,20        | 2,43        | 2,45        | Н/Д         | Н/Д         | Н/Д         |
|       | Культ           | 3,93        | 2,38        | 2,25        | 2,13        | 2,20        | 2,15        | 2,07        | 2,06        | 1,48        | 1,82        | 1,97        | Н/Д         | Н/Д         |
|       | Апокаліпсис     | 3,08        | 2,21        | 1,95        | 2,02        | 2,12        | 2,01        | 1,85        | 1,63        | 1,65        | 1,83        | Н/Д         | Н/Д         | Н/Д         |
|       | 1984            | 2,13        | 1,49        | 1,34        | 1,29        | 1,09        | 1,35        | 1,05        | 1,05        | 1,08        | Н/Д         | Н/Д         | Н/Д         | Н/Д         |
|       | Подвійний сеанс | TBD         | TBD         | TBD         | TBD         | TBD         | TBD         | TBD         | TBD         | TBD         | TBD         | Н/Д         | Н/Д         | Н/Д         |